# Moraikobai
Moraikobai, of St. Francis Mission is een inheems dorp van de Arowakken in de regio Mahaica-Berbice van Guyana. Het ligt 154 km  van de monding van de Mahaicony.

## Geschiedenis
Moraikobai was gesticht door Arowakken die een oorlog met de Karaïben ontvluchtten. Volgens overlevering blokkeerde een grote boom de rivier, en konden ze niet verder vluchten. Het dorp werd daarom Mora Coba ("hart van de Moraboom") genoemd, maar het is gemuteerd naar Moraikobai. Een Anglicaanse missionaris richtte later een missie op in het dorp en noemde het St. Francis Mission, maar Moraikobai is de gangbare naam.

## Overzicht
Moraikobai heeft een basisschool, een kliniek en winkels. Er is schoon drinkwater en 4 uur per dag elektriciteit. De economie is gebaseerd op bosbouw en landbouw. Het dorp heeft een traditioneel dorpsbestuur. In 2022 was Derick John de Toshao (dorpshoofd). Op 12 juli 2022 werd John verkozen tot voorzitter van de Nationale Toshao Raad.
Moraikobai kan worden bereikt per boot of via een zandweg vanaf Linden.
Op 10 september 2005 werd de Amerindian Heritage Day, de nationale feestdag voor de inheemsen van Guyana, in Moraikobai gevierd.
Fort Wellington · Moraikobai · Rosignol · Weldaad